# Karthágó uralkodóinak listája
Karthágó városát a föníciaiak alapították Kr. e. 814-ben. A mai Tunézia északi részén fekvő város sokáig szoros kapcsolatban volt az anyaországgal, ám később elszakadt és önálló királysággá vált. A karthágóiakat a rómaiak nyomán punoknak nevezzük, ami Fönícia névből alakult a latin nyelvben.
| Uralkodó     | Uralkodott                      | Megjegyzés                     |
| ------------ | ------------------------------- | ------------------------------ |
| Dido         | Kr. e. 814 – kb. Kr. e. 760     | Az Aeineisből ismert királynő. |
| Ismeretlen   |                                 |                                |
| I. Hanno     | kb. Kr. e. 580 – kb. Kr. e. 556 |                                |
| Malchus      | kb. Kr. e. 556 – kb. Kr. e. 550 |                                |
| I. Mago      | kb. Kr. e. 550 – kb. Kr. e. 530 |                                |
| I. Hasrdubal | kb. Kr. e. 530 – kb. Kr. e. 510 |                                |
| I. Hamilcar  | kb. Kr. e. 510 – Kr. e. 480     |                                |
| II. Hanno    | Kr. e. 480 – Kr. e. 440         |                                |
| I. Himilco   | Kr. e. 460 – Kr. e. 410         | Szicíliában uralkodott.        |
| I. Hannibal  | Kr. e. 440 – Kr. e. 406         |                                |
| II. Himilco  | Kr. e. 406 – Kr. e. 396         |                                |
| II. Mago     | Kr. e. 396 – Kr. e. 375         |                                |
| III. Mago    | Kr. e. 375 – Kr. e. 344         |                                |
| III. Hanno   | Kr. e. 344 – Kr. e. 340         |                                |
| Nagy Hanno   | Kr. e. 340 – Kr. e. 337         |                                |
| Gisco        | Kr. e. 337 – Kr. e. 330         |                                |
| II. Hamilcar | Kr. e. 330 – Kr. e. 309         |                                |
| Bomilcar     | Kr. e. 309 – Kr. e. 308         |                                |

Kr. e. 480-ban, I. Hamilcar halála után a király a hatalma legnagyobb részét elvesztette. Kr. e. 308-ra a demokratizálódás folyamata befejeződött és Karthágó köztársaság lett.